# Les Brumes d'Avalon (téléfilm)
Cet article concerne le téléfilm. Pour le roman, voir Les Brumes d'Avalon (roman).
Pour plus de détails, voir Fiche technique et Distribution.
Les Brumes d'Avalon (The Mists of Avalon) est un téléfilm en coproduction États-Unis, Allemagne et République tchèque, réalisé par Uli Edel et diffusé les 15 et 16 juillet 2001 sur TNT.
Tiré du livre de Marion Zimmer Bradley, traduit et adapté en deux tomes : Les Dames du lac et Les Brumes d'Avalon, dans le Cycle d'Avalon.

## Synopsis
La vie d'Arthur Pendragon et de ses chevaliers vue par les femmes qui l'entourent. Viviane, la Dame du Lac, Morgane, qui doit succéder à la Grande Prêtresse, et Morgause, femme du roi Lot, qui cherche à récupérer l'héritage du trône. Le combat de ces trois femmes va profondément bouleverser le royaume.

## Fiche technique
- Titre : Les Brumes d'Avalon
- Titre original : The Mists of Avalon
- Réalisation : Uli Edel
- Scénario : Gavin Scott (en), d'après le roman de Marion Zimmer Bradley
- Musique : Lee Holdridge
- Costumes et direction artistique : James Acheson

## Distribution
- Joan Allen (VF : Véronique Augereau) : Morgause
- Anjelica Huston (VF : Evelyn Selena) : Viviane
- Julianna Margulies (VF : Hélène Chanson) : Morgane
  - Tamsin Egerton : Morgane enfant
- Samantha Mathis (VF : Marianne Leroux) : Gwenwyfar
- Edward Atterton (VF : Bruno Carna) : Arthur
  - Freddie Highmore : Arthur enfant
- Michael Vartan (VF : Joël Zaffarano) : Lancelot
- Hans Matheson (VF : Emmanuel Karsen) : Mordred
- Caroline Goodall (VF : Dominique Dumont) : Igraine
- Mark Lewis Jones (VF : Patrick Floersheim) : Uther
- Michael Byrne (VF : Bernard Dhéran) : Merlin
- Christopher Fulford (VF : Yves Beneyton) : Loth
- Hugh Ross (VF : Jean-Claude Montalban) : Père Patricius
- Clive Russell (VF : François Leccia) : Gorlois
- Noah Huntley : Gauvain